# Kapitsaite-(Y)
La kapitsaite-(Y) è un minerale, analogo alla hyalotekite con prevalenza di ittrio.

## Etimologia
Il nome è in onore dell'accademico russo Pëtr Leonidovič Kapica (1894-1984), noto per gli studi sulla fisica dello stato solido e dei fenomeni fisici alla basse temperature.